# Matayba inelegans
Matayba inelegans är en kinesträdsväxtart som beskrevs av Richard Spruce och Ludwig Radlkofer. Matayba inelegans ingår i släktet Matayba och familjen kinesträdsväxter. Inga underarter finns listade i Catalogue of Life.